# جان پاولسون
جان پاولسون (انگلیسی: John Paulson؛ زادهٔ ۱۴ دسامبر ۱۹۵۵) یک سرمایه‌دار اهل ایالات متحده آمریکا است.